# Economia de Corea del Nord
La Corea del Nord té una de les últimes economies planificades del món. La majoria de les seves indústries necessiten manteniment, com a resultats de la baixa inversió i de la falta de peces de manutenció. El país té poques relacions amb uns altres, i rep ajuda de l'ONU en aliments.